# Az ENSZ Menekültügyi Főbiztosa
Az Egyesült Nemzetek Menekültügyi Főbiztosa (angolul United Nations High Commissioner for Refugees, UNHCR) az Egyesült Nemzetek Szervezete (ENSZ) menekültügyi intézménye. (Néha Főbiztosságként emlegetik, ez a Főbiztos hivatalát jelenti.)
E szerv fő feladata, hogy védje és támogassa a menekültek jogait, akik egy kormányhoz vagy az ENSZ-hez fordulnak; valamint segíti hazatelepülésüket vagy letelepedésüket. Székhelye Svájcban, Genfben van és tagja az Egyesült Nemzetek Fejlesztési Csoportjának. A UNHCR 2 Nobel-békedíjat nyert, először 1954-ben majd 1981-ben.

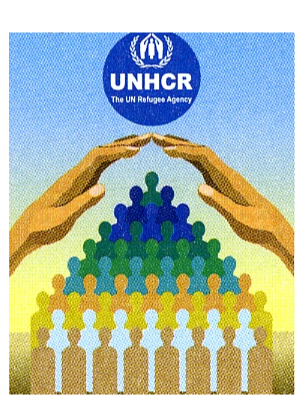
A főbiztosság logója a Moldovai Posta egy bélyegének részletén

Az ENSZ Menekültügyi Főbiztosának közép-európai képviselete (UNHCR RRCE) budapesti irodában működik.

## Története
A Népszövetséget követve a második világháború végén megalakított ENSZ is a kezdetektől fogva kiemelt feladatának tekintette a menekültek helyzetének segítését, támogatását. Különösen aktuális volt ez a probléma a világháborút követően, amikor sokan bolyongtak Európa-szerte hontalanná válva.

## Feladata

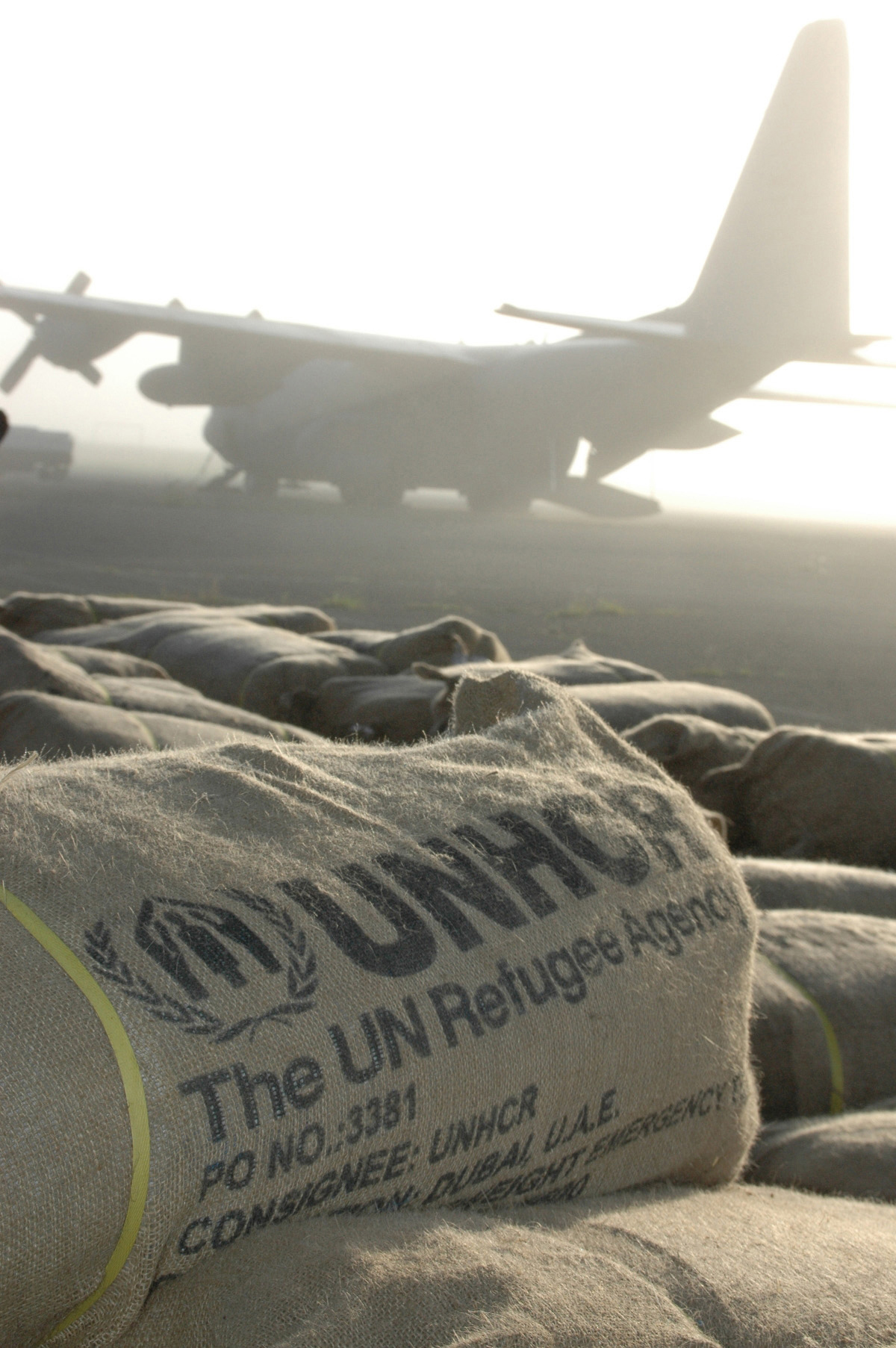
Sátrakat, kátrányponyvákat és szúnyoghálókat tartalmazó UNHCR csomagok Kenyában, Dadaab városban 2006. december 11-én az árvíz után

A UNHCR 1950. december 14-én alapult a korábbi ENSZ Segélyezési és Rehabilitációs Hivatalát váltva. A hivatal feladata vezetni és koordinálni a menekülteket védő nemzetközi akciókat és megoldani a menekültügyi gondokat világszerte. Fő célja a menekültek jogainak és megfelelő ellátáshoz jutásuknak védelme. Igyekszik biztosítani, hogy mindenki gyakorolhassa menedékkérelmi jogát és hogy biztonságosan megmeneküljön egy másik államban az önkéntes hazatérés, integráció vagy egy harmadik országban való letelepedés lehetőségével.
A UNHCR megbízatása fokozatosan bővült hogy védelmet és humanitárius segítséget nyújtson más "aggodalomra okot adó helyzetű" személyeknek, többek között lakhelyüket elhagyni kényszerült (IDP) embereknek, akik megfelelnek a menekült az ENSZ A menekültek helyzetéről szóló konvenciója, az 1967-es Protokoll, az 1969-es Afrikai Egység Konvenció vagy pár más egyezmény meghatározásának ha elhagyták hazájukat, de ha átmenetileg származási országukban maradnak is. A UNHCR jelenleg (2012) nagy küldetéseket végez Libanon, Dél-Szudán, Csád/Dárfúr, a Kongói Demokratikus Köztársaság, Irak, Afganisztán és Kenya területén a lakhelyüket elhagyni kényszerülőket és a menekülteket.

### A palesztin menekültek
A legtöbb palesztin menekült – Ciszjordánia, Gázai övezet, Libanon, Szíria és Jordánia területén – nem az UNHCR, hanem egy régebbi testület, az UNRWA hatáskörébe esnek. De az UNRWA műveleti területén kívüli palesztin menekültek a UNHCR megbízatásába esnek, ha megfelelnek a UNHCR sokkal korlátozottabb menekültmeghatározásának.

### Díjak
A UNHCR Nobel-békedíjat kapott 1954-ben és 1981-ben.

## Tevékenysége által érintett személyek
2007. január 1-jén a UNHCR 21 018 589 megbízatása alá eső személyről számolt be:
- 7 979 251 Ázsiából, ebből:
  - 2 580 638 a Közel-Keleten
  - 2 974 315 Délkelet-Ázsiában
  - 218 584 Közép-Ázsiában
  - 1 304 189 Dél-Ázsiában
  - 901 525 Kelet-Ázsiában és a Csendes-óceán térségében
- 4 740 392 Európában, ebből:
  - 1 617 214 Kelet-Európában
  - 708 132 Délkelet-Európában
  - 616 132 Közép-Európában (lásd: UNHCRCE) és a balti államok területén
  - 1 798 914 Nyugat-Európában
- 5 069 123 Afrikában, ebből:
  - 1 359 175 Közép-Afrikában és a Nagy Tavak régiójában
  - 2 105 314 Kelet-Afrikában
  - 1 031 030 Nyugat-Afrikában
  - 434 427 a dél-afrikai régióban
  - 139 177 Nyugat-Afrikában
- 3 229 822 Amerikában, ebből:
  - 717 545 Észak-Amerikában és a Karibi térségben
  - 2 512 277 Dél-Amerikában

## Munkatársak
2008 áprilisában a UNHCR 6351 embert alkalmazott 117 országban.

### Főbiztosok
A Főbiztosi posztot betöltötték:
- Gerrit Jan van Heuven Goedhart, 1951–1956
- Auguste R. Lindt, 1956–1960
- Félix Schnyder, 1960–1965
- Prince Sadruddin Aga Khan, 1965–1978
- Poul Hartling, 1978–1985
- Jean-Pierre Hocké, 1986–1989
- Thorvald Stoltenberg, 1990. január–november
- Ogata Szadako, 1990–2001
- Ruud Lubbers, 2001–2005
- António Guterres, 2005–2015
- Filippo Grandi,  2016–

### Jószolgálati nagykövetek
A UNHCR-t néhány UNHCR Jószolgálati Nagykövet is képviseli, jelenleg az alábbiak: 
- Barbara Hendricks
- Adel Imam
- Giorgio Armani
- Boris Trajanov
- Julien Clerc
- George Dalaras
- Osvaldo Laport
- Khaled Hosseini
- Kris Aquino
- Jesús Vázquez[6]
- Muazzez Ersoy[7]
- Angelina Jolie
- Miyavi[8]

A korábbi nagykövetek között voltak: 
- Richard Burton
- Nazia Hassan
- James Mason
- Sophia Loren